# 1,5-Diazabicyklo(4.3.0)non-5-en
1,5-Diazabicyklo[4.3.0]non-5-en, DBN – organiczny związek chemiczny z grupy amidyn. Wykazuje silne właściwości zasadowe. Ma strukturę bicykliczną. W warunkach standardowych DBN jest bezbarwną lub lekko żółtą cieczą.
DBN stosowany jest w syntezie organicznej głównie jako katalizator, ligand kompleksujący oraz jako zasada organiczna, np. w reakcjach sprzęgania.